# Friedrich-Schiller-Gymnasium (Königs Wusterhausen)
Das Friedrich-Schiller-Gymnasium in Königs Wusterhausen ist eines von zwei Gymnasien der Stadt. Seit 1994 ist es nach Friedrich Schiller benannt.

## Geschichte
Die Schule wurde 1956 als Erweiterte Oberschule in der Friedensstraße gegründet. 1970 zog die Schule in einen Neubau in der Schillerstraße, den heutigen Standort. 1977 erhielt die Schule den Namen EOS Wladimir Iljitsch Lenin. Nach der politischen Wende wurde die Schule zum Gymnasium und erhielt 1994 den heutigen Namen Friedrich-Schiller-Gymnasium.
1995 erfolgte der erste große Anbau. Dieser umfasste einen Praktikumsraum für den Physikunterricht und Vorbereitungsräume für Naturwissenschaften und Kunst. Der zweite große Anbau erfolgte in den Jahren 1996/1997. Hinzu kamen eine Aula mit Küche, die auch für die Mittagsversorgung genutzt wird, ein Musikraum, drei Klassenräume und zwei Seminarräume. 
Im Jahr 2020 wurde mit dem Bau eines vierstöckigen Erweiterungsgebäudes begonnen. Architekt sander.hofrichter planungsgesellschaft mbH. Im April 2023 fand der Bau seinen Abschluss. Ganz oben, im 4. Stock des Neubaus hat das Gymnasium jetzt eine eigene Schulsternwarte.

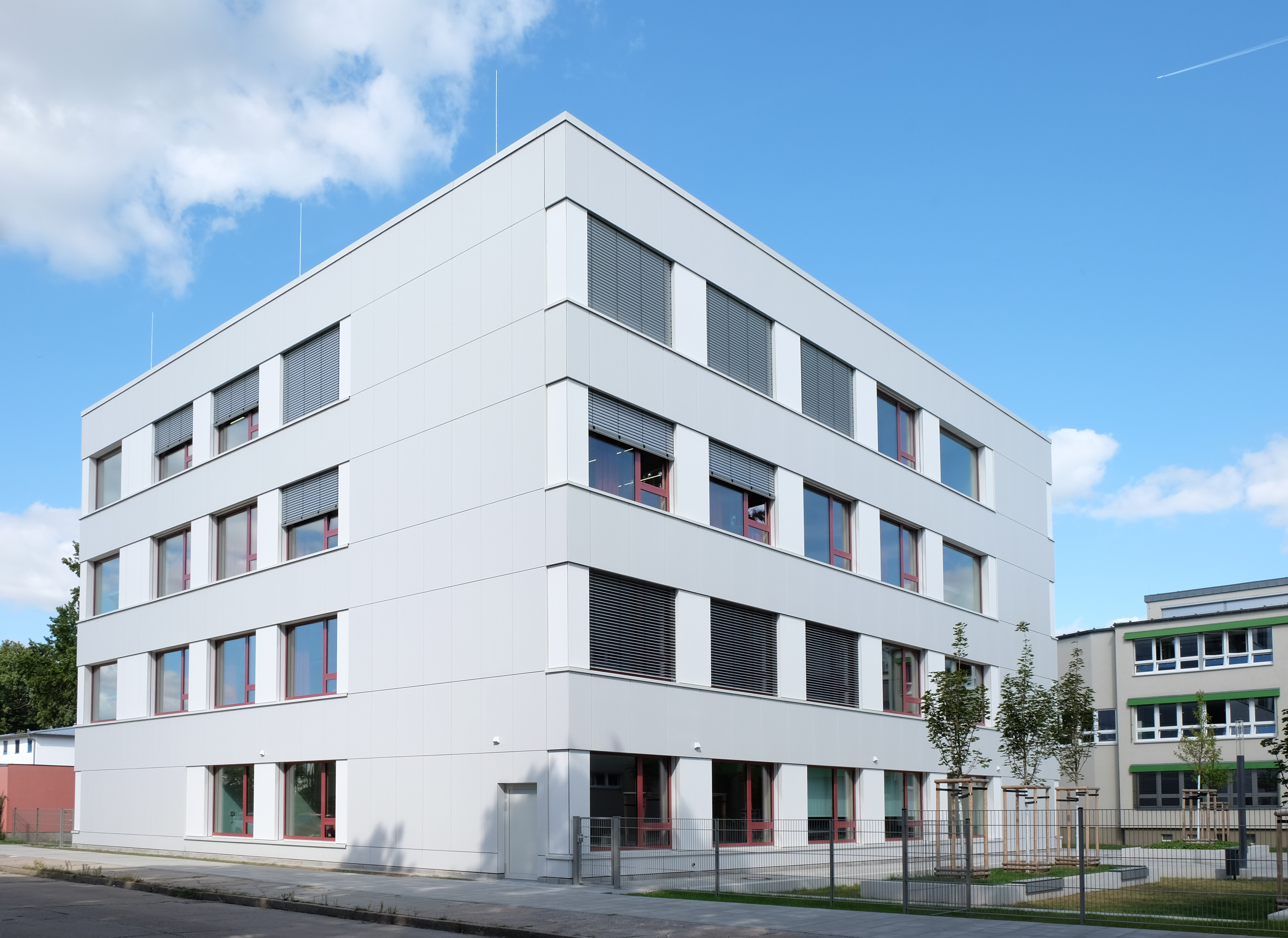
Das neue Erweiterungsgebäude. Blick von der Schillerstraße

## Besonderheiten

### Sport
Das Friedrich-Schiller-Gymnasium bzw. die Vorgänger-Schule ist überregional bekannt für die sehr gute sportliche Ausbildung. Insbesondere die Volleyballer und Volleyballerinnen gewannen mehrmals die Landesmeisterschaft von Jugend trainiert für Olympia und nahmen somit am jeweiligen Bundesfinale teil. Des Weiteren konnten auch die Fußballer und Hockeyspielerinnen bereits mehrmals an einem Landesfinale teilnehmen und sogar den Sieg erringen.

### Informatik
Die Schule bietet in der Sekundarstufe II Leistungskurse in Informatik an. Schüler des Gymnasiums nahmen regelmäßig erfolgreich am Landeswettbewerb Informatik des Landes Brandenburg teil. Ebenso wurde die Schule beim bundesweiten Wettbewerb, dem Informatik-Biber, erfolgreich vertreten.

### Fremdsprachen
Neben Englisch werden Französisch, Spanisch und Latein als Fremdsprachen angeboten.

### Partnerschulen
Die Schule unterhält Schulpartnerschaften zur dänischen Sorø Akademie, zu einer Schule in Germantown (USA) sowie zu einer Schule in Petah Tikva (Israel).

## Bekannte Schüler
- Papaplatte, bürgerlich Kevin Andreas Teller (* 1997), deutscher Webvideoproduzent und Streamer
- Beyazz, deutscher Rapper